# John Dall
John Dall (født 26. maj 1920, død 15. januar 1971) var en amerikansk teater- og filmskuespiller. Han er bedst husket i dag for to filmroller: den koldblodige intellektuelle morder i Alfred Hitchcocks Rebet (1948) og den skydegale gangster i Gun Crazy (1950). Han havde også en væsentlig rolle i Stanley Kubricks Spartacus (1960). Han kom først til berømmelse som det unge vidunderbarn, der kommer til live under oplæring af Bette Davis i The Corn is Green (1945), for hvilken han blev nomineret til en Oscar for bedste mandlige birolle.